# Cattedrale dei Santi Pietro e Paolo (Šiauliai)

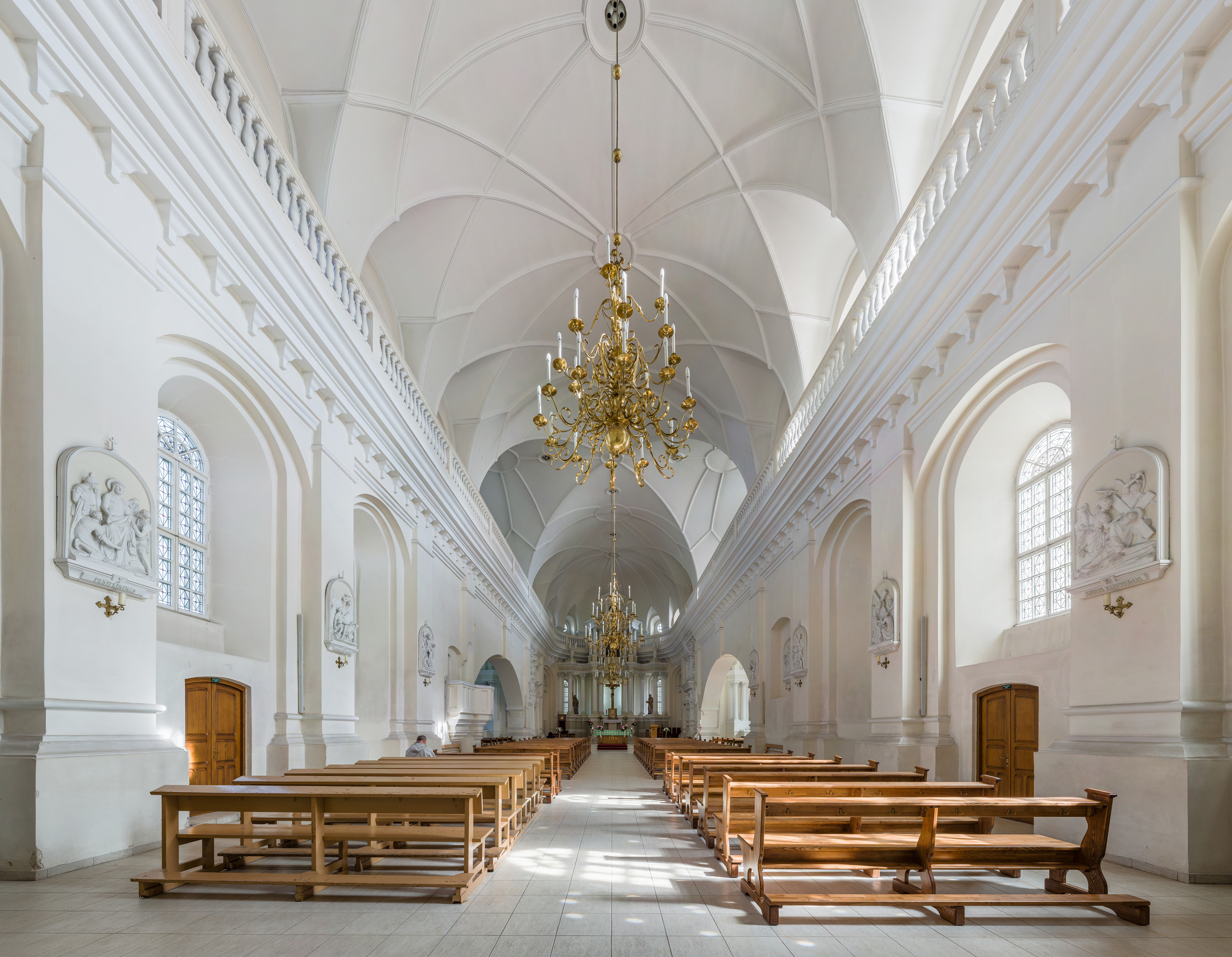
Interno

La cattedrale dei Santi Pietro e Paolo (in lituano: Šiaulių Šv apaštalų Petro ir cattedrale Pauliaus) è la cattedrale cattolica di Šiauliai, in Lituania, e sede della diocesi di Šiauliai.

## Storia
La chiesa dei Santi Pietro e Paolo è stata costruita nel XVII secolo, tra il 1617 ed il 1626, ed è un significativo esempio di Rinascimento e Manierismo. Nel 1880 un fulmine colpì una torre, rendendo necessarie le opportune riparazioni. Danni più significativi si ebbero in seguito alla seconda guerra mondiale. Nel 1944 la chiesa versava in uno stato pietoso ma già durante l'epoca sovietica la chiesa è stata restaurata.
Contestualmente con l'istituzione della diocesi di Šiauliai, il 28 maggio del 1997 la chiesa dei Santi Pietro e Paolo è stata elevata al rango di cattedrale da papa Giovanni Paolo II.